# Narodowe Odrodzenie Polski
Narodowe Odrodzenie Polski (NOP) – skrajnie prawicowa polska narodowo-radykalna i nacjonalistyczna partia polityczna. Część specjalistów postrzega ją jako organizację neofaszystowską. Liderem NOP jest Adam Gmurczyk. Oficjalnym organem prasowym jest pismo „Szczerbiec”. NOP firmuje także narodowo-radykalny magazyn „17. Cywilizacja Czasów Próby”. Jako symbolu NOP używa „Falangi” – stylizowanego rysunku ręki trzymającej miecz (nawiązującego do symbolu używanego przez przedwojennych narodowych radykałów) oraz dwukolorowego, biało-czerwonego „Płomienia” przypominającego logo takich formacji, jak francuskie Zjednoczenie Narodowe (Front national) czy włoski Trójkolorowy Płomień (Fiamma Tricolore).

## Historia

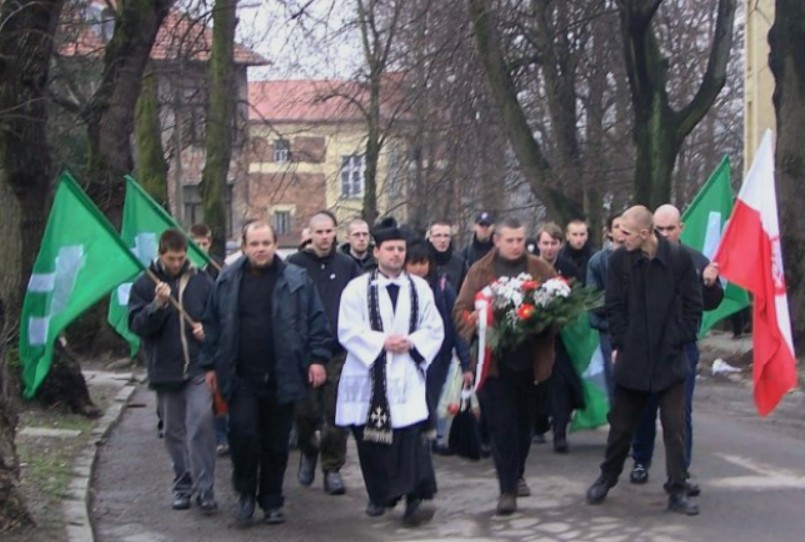
Ksiądz sedewakantysta Rafał Trytek z grupą działaczy Narodowego Odrodzenia Polski

Ugrupowanie istnieje od 10 listopada 1981. Wśród jego założycieli znaleźli się: Bogdan Byrzykowski, Adam Gmurczyk, Artur Szablak, Jacek Cezary Kamiński oraz Piotr Kolanowski. Od momentu wprowadzenia stanu wojennego NOP rozpoczęło działalność antykomunistyczną. W 1983 rozpoczęto wydawanie podziemnego pisma „Jestem Polakiem”, a w 1985 uruchomiono nielegalne wydawnictwo pod tą samą nazwą. Potem krótko współpracowało ze Zjednoczeniem Chrześcijańsko-Narodowym, jednak zerwało współpracę z powodu krytycznej postawy ZChN wobec rządu Tadeusza Mazowieckiego. 22 kwietnia 1992 zostało zarejestrowane jako partia. W latach 90. XX wieku NOP było aktywne, jednak nie zajęło znaczącego miejsca na scenie politycznej.
W wyborach prezydenckich w 2000 NOP poparło Jana Łopuszańskiego z Porozumienia Polskiego. W wyborach parlamentarnych w 2001 kandydaci NOP startowali do Sejmu z list Alternatywy Ruch Społeczny, która uzyskała 0,42% poparcia. NOP samodzielnie brało udział w wyborach do Parlamentu Europejskiego w 2004 (jedynych eurowyborach, w których wzięło udział) oraz w wyborach do Sejmu w 2005, uzyskując odpowiednio 0,04% i 0,06% głosów. W wyborach samorządowych w 2006 NOP otrzymało 0,30% głosów, czyli ponad 41 tys. W przedterminowych wyborach parlamentarnych w 2007 kandydaci NOP zdobyli łącznie 42 407 głosów w 4 z 40 okręgów, w których startowali do Senatu. Prawie wszyscy kandydaci partii zajęli ostatnie miejsca w swoich okręgach wyborczych.
W 2010 NOP wystawiło w wyborach samorządowych kandydatów do sejmików w województwach: małopolskim, mazowieckim, lubelskim, zachodniopomorskim, śląskim i dolnośląskim. Najlepszy wynik kandydaci NOP uzyskali w województwie zachodniopomorskim (1,02%). W skali kraju NOP uzyskało w wyborach do sejmików 0,24% głosów (20. wynik spośród wszystkich komitetów). W tym samym roku NOP zaczęło organizować 11 listopada „Marsze Patriotów”, w których uczestniczy do 10 tys. ludzi.
W 2011 w wyborach do Senatu jedyna kandydatka NOP w okręgu nr 1 zdobyła 2934 głosy (3,10%), zajmując ostatnie miejsce spośród 6 kandydatów.
11 listopada 2011 Narodowe Odrodzenie Polski obchodziło 30-lecie istnienia. Na kongresie pojawili się działacze nacjonalistyczni, m.in. skazany za działalność terrorystyczną Roberto Fiore (Forza Nuova), Stefan Jacobsson ze Svenskarnas parti (założona przez członków Nationalsocialistisk front), José Luis Vázquez (Movimiento Social Republicano), Kris Roman (Nieuw-Solidaristisch Alternatif) i Robert Lane (Thought and Action). Swoje gratulacje i słowa solidarności z uczestnikami Kongresu NOP przesłali także przewodniczący francuskiej Parti Anti Sioniste Yahia Gouasmi, były szef Ku Klux Klanu dr David Duke ze Stanów Zjednoczonych, kierownictwo Ethniko Laiko Metopo (E.LA.M) z Cypru oraz Grecy z Chrisi Awgi (Złoty Świt).
W wyborach samorządowych w 2014 NOP ponownie wystawiło samodzielne listy do sejmików województw, otrzymując w skali kraju 0,15% głosów (podobnie jak przed czterema laty, był to 20. wynik spośród wszystkich komitetów). Listy NOP także zarejestrowane były w sześciu województwach (w porównaniu do wyborów z 2010 zabrakło ich w zachodniopomorskim i małopolskim, za to pojawiły się w wielkopolskim i podkarpackim). W wyborach samorządowych w 2018 i 2024 NOP nie wystartowało.
W wyborach parlamentarnych w 2015 NOP wystawiło kandydatów do Senatu w 7 ze 100 okręgów. Zajęli oni ostatnie i przedostatnie miejsca. Łącznie otrzymali 57 012 głosów. Cztery lata później NOP wystawiło do Senatu jednego kandydata, który w okręgu leszczyńskim zajął ostatnie (3.) miejsce z wynikiem 13 859 (9,24%) głosów.
W wyborach prezydenckich w 2020 NOP rekomendowało bojkot głosowania. W wyborach parlamentarnych w 2023 partia nie wystartowała. W wyborach prezydenckich w 2025 poparła Grzegorza Brauna z Konfederacji Korony Polskiej.
Po wybuchu inwazji Rosji na Ukrainę NOP skrytykowało wojnę, za której wybuch odpowiedzialnością obarczyło Stany Zjednoczone, Unię Europejską i Rosję.

## Ideologia
Formacja podjęła ideologię przedwojennego, faszystowskiego Obozu Narodowo-Radykalnego. Przez część specjalistów jest postrzegana jako ruch neofaszystowski, choć NOP oficjalnie nie przyznaje się wprost do wyznawania takiego światopoglądu. Firmuje się za to hasłem „Faszyzm? My jesteśmy gorsi”.
Ugrupowanie wypowiada się przeciwko członkostwu Polski w Unii Europejskiej (argumentując, że prowadzi ono do utraty przez Polskę niepodległości i suwerenności gospodarczo-politycznej), a także NATO (jako uzależnieniu militarnemu, jednocześnie będąc zobowiązanym do uczestnictwa w obcych nam konfliktach). NOP prowadzi także homofobiczną kampanię „Zakaz pedałowania”. NOP opowiada się przeciwko aborcji i eutanazji oraz za przywróceniem kary śmierci (za czyny takie, jak morderstwa, gwałty, handel narkotykami, udział w przestępczości zorganizowanej czy „działanie na rzecz likwidacji państwa polskiego”) i wysokich wyroków za korupcje. Ugrupowanie postuluje również radykalną politykę ekologiczną (przeciwko dewastacji środowiska naturalnego) oraz „odbudowę wspólnot lokalnych”.
W sferze gospodarczej postuluje korporacjonizm przeciwko kapitalizmowi i komunizmowi, a także nacjonalizację strategicznych sektorów gospodarki przy poszanowaniu „pro-narodowej”, prywatnej działalności gospodarczej.
Ugrupowanie głosi poglądy antysyjonistyczne (lub, jak twierdzą jej przeciwnicy, antysemickie), sprzeciwiając się m.in. obecnej polityce Izraela i USA wobec Bliskiego Wschodu.
NOP wchodzi w skład neofaszystowskiej Międzynarodowej Trzeciej Pozycji (ITP), federacji ugrupowań założonej przez Roberto Fiore w Wielkiej Brytanii, a także współpracuje na arenie międzynarodowej z innymi organizacjami o profilu nacjonalistycznym, m.in. hiszpańskim MSR, brytyjską BNP, francuskim RN, rumuńską ND czy włoską FN. W lipcu 2011 przedstawiciele Narodowego Odrodzenia Polski uczestniczyli w Warszawie w spotkaniu z działaczami Ogólnoukraińskiego Zjednoczenia „Swoboda”, którzy „potwierdzili swoje dążenie do realizowania wytycznych, prezentowanych przez Narodowe Odrodzenie Polski”.

## Sprawy sądowe

### Usiłowanie zabójstwa w Łodzi z 1997
W listopadzie 1997 rozpoczął się proces czterech członków łódzkiego oddziału Narodowego Odrodzenia Polski, których oskarżono o pobicie i usiłowanie zabójstwa 15-letniego Wojciecha K. 27 maja sąd skazał na łączną karę 8 lat pozbawienia wolności Damiana O., członka NOP oraz Roberta S. na 1,5 roku, a Piotra W. na rok w zawieszeniu. Natomiast lidera NOP w Łodzi, Roberta M. – również uczestnika zajścia oskarżonego o pomoc w pobiciu – sąd uniewinnił.

### Manifestacja we Wrocławiu z marca 2007
21 marca 2007 NOP i Stowarzyszenie Nacjonalistyczne „Zadruga” zorganizowali wiec, na którym wznoszone były rasistowskie hasła. Po tej manifestacji prokuratura wszczęła śledztwo i postawiła zarzuty sześciu osobom. W czerwcu 2010 Sąd Rejonowy dla Wrocławia-Śródmieścia uznał nacjonalistów za winnych propagowania faszystowskiego ustroju państwa oraz nawoływania do nienawiści na tle różnic rasowych i narodowościowych. Dawid Gaszyński (szef dolnośląskiego NOP) skazany został na karę 7 miesięcy ograniczenia wolności polegającej na wykonywaniu nieodpłatnie 20 godzin miesięcznie prac społecznych przez 7 miesięcy, a także 1000 zł nawiązki na rzecz Stowarzyszenia na Rzecz Pomocy Potrzebującym i Zapobiegania Patologiom Społecznym „POMOCNA DŁOŃ”. Sąd ustalił, że treść haseł głoszonych przez oskarżonych podczas zgromadzenia, prezentowane transparenty, treść ulotki rozdawanej przez uczestników manifestacji oraz treść wygłoszonego przez Dawida G. przemówienia kończącego manifestację stanowią podstawę do stwierdzenia, iż zamiarem oskarżonych była próba wywołania u odbiorców nienawiści do osób o odmiennych cechach fizycznych od przedstawicieli ich rodzimej rasy, w tym do osób o czarnym kolorze skóry.
Po apelacji, 15 grudnia 2010 Sąd Okręgowy we Wrocławiu uchylił wyroki uniewinniając skazanych. Po złożeniu kasacji przez prokuraturę Sąd Najwyższy utrzymał 1 września 2011 wyrok uniewinniający.
Po uniewinnieniu przez Sąd Okręgowy we Wrocławiu, nacjonaliści z NOP zarzucili dziennikarzowi „Gazety Wyborczej” Jackowi Harłukowiczowi, iż w swoim artykule Uniewinnienie aktywistów NOP usankcjonowało rasizm (z 10 stycznia 2011) dopuścił się świadomego „publicznego fałszowania wypowiedzi sędziów z uzasadnienia uniewinniającego wyroku”. Według NOP dziennikarz przeinaczył słowa sędziego, jednocześnie oskarżając nacjonalistów o używanie sformułowania „żeby asfalt leżał na swoim miejscu”, które według NOP nigdy nie padło na manifestacji ani podczas orzekania wyroku.

### Rejestracja „zakazu pedałowania”

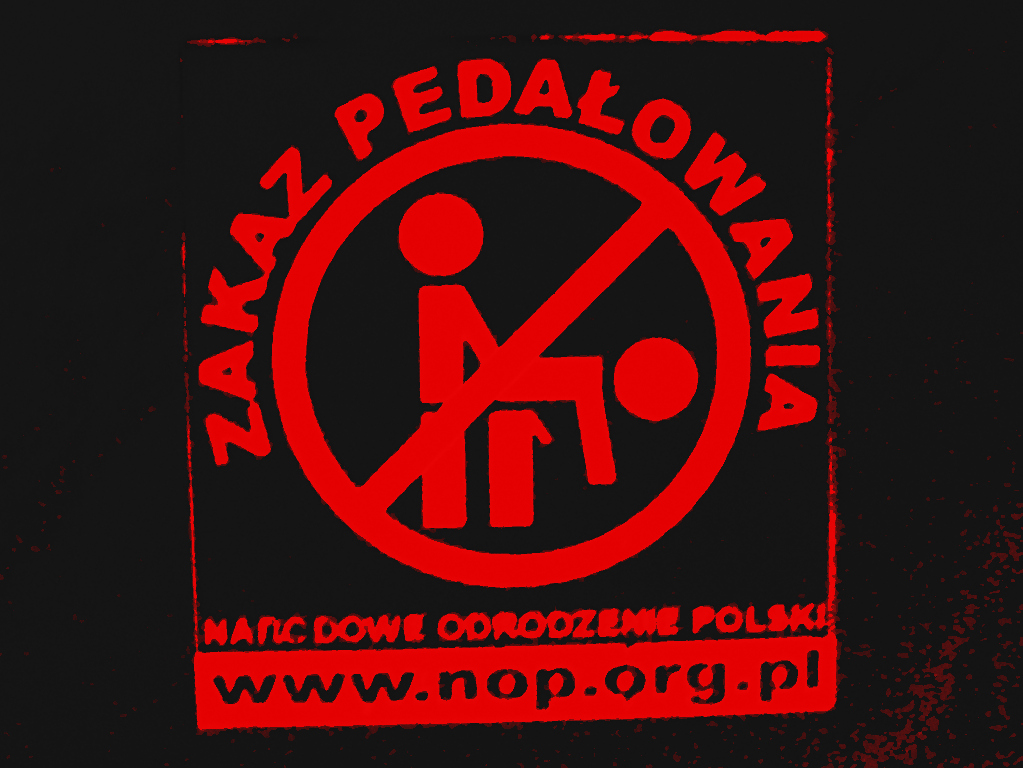
Wlepka „zakaz pedałowania”

W dniu 25 października 2011 sąd rejestrowy wpisał do ewidencji kolejne symbole Narodowego Odrodzenia Polski – m.in. krzyż celtycki, Rózgi Liktorskie (będące symbolem idei republikańskiej, które w tym charakterze znajdują się m.in. w godle Francji) oraz logo kampanii „Zakaz pedałowania”. Sąd oparł się wtedy na opinii biegłych, którzy stwierdzili, że logo „zakaz pedałowania” jest obsceniczne, ale bez wątków szerzących nienawiść. Zgodnie z ustawą o partiach politycznych symbol zgłoszony w sposób określony w art. 11 otrzymuje, poza autorską, także ochronę przewidzianą dla dóbr osobistych.
Sprawa ta wzbudziła wątpliwości RPO, prokuratury i Helsińskiej Fundacji Praw Człowieka. Sąd Apelacyjny w Warszawie uwzględnił apelację prokuratury i odmówił ich zarejestrowania po tym, jak w kwietniu 2012 Sąd Okręgowy w Warszawie uznał, że partia polityczna nie może mieć zarejestrowanych więcej niż jeden symbol graficzny. Przedstawiciele NOP oświadczyli, iż zaskarżą postanowienie sądu, jednocześnie udostępniając licencję na wykorzystanie logo osobom sprzeciwiającym się promocji homoseksualizmu. Sąd pierwszej instancji, według orzeczenia Sądu Apelacyjnego, oparł się wtedy o decyzję biegłych, którzy stwierdzili, że logo „zakaz pedałowania” jest obsceniczne, ale bez wątków szerzących nienawiść, jednak Sąd Apelacyjny wyraził następujące stanowisko:

Sąd Okręgowy zlecając opinię, nie ustalił, czy osoby powołane przez niego posiadają wystarczające kompetencje do jej wydania. W sytuacji, gdy były to osoby spoza listy biegłych sądowych, obowiązkiem Sądu było ustalenie, czy ich wykształcenie i dorobek zawodowy pozwalają uznać te osoby za kompetentne do wydania rzetelnej, merytorycznej opinii. Nie zostało ustalone, czy autorzy opinii posiadają dostateczną wiedzę na temat symboliki faszyzmu i ruchów neofaszystowskich, sposobu kształtowania przez takie formacje nowych symboli, a także wiedzę pozwalającą odpowiedzieć, czy obecnie w społeczeństwie polskim symbole zgłoszone do rejestracji przez wnioskodawcę są odbierane jako propagujące faszyzm. Dodatkowym uchybieniem Sądu było nieodebranie od biegłych przyrzeczenia. Sąd Okręgowy nie zachował krytycyzmu przy ocenie złożonej opinii, która zawiera pobieżną tylko analizę zagadnienia, a w wielu miejscach przywołuje jedynie przypuszczenia, domysły i poglądy jej autorów. Rzetelną analizę tematu, opartą na stosownej wiedzy naukowej, biegli zastąpili opiniami, iż nazizm nie byłby mniej okrutny, gdyby naziści witali się trzykrotnym mrugnięciem oka lub stuknięciem się środkowym palcem w czoło (sic!) i przypuszczeniem, że wnioskodawca nie miałby nic przeciwko umieszczeniu w jednym z symboli pary heteroseksualnej. Sąd oczekiwał od biegłych rzetelnej, naukowej oceny symboli zgłoszonych do rejestracji, czemu autorzy opinii nie sprostali.

Sąd ten uchylił decyzję Sądu Okręgowego w Warszawie o rejestracji symboli. Przedstawiciele NOP oświadczyli, iż zaskarżą postanowienie sądu, jednocześnie udostępniając licencję na wykorzystanie logo osobom „sprzeciwiającym się promocji homoseksualizmu”.

### Wykład Zygmunta Baumana we Wrocławiu
17 marca 2014 odbył się pierwszy proces w sprawie zakłócenia wykładu prof. Zygmunta Baumana na Uniwersytecie Wrocławskim w dniu 22 czerwca 2013. Podczas wykładu wznoszone były okrzyki z hasłami niecenzuralnymi, a także „Norymberga dla komuny!” oraz „Raz sierpem, raz młotem, w czerwoną hołotę”. Wśród oskarżonych znajdowali się m.in. działacze oraz sympatycy NOP. Akcję miał zorganizować szef dolnośląskiego oddziału NOP.
19 maja 2014 sąd pierwszej instancji skazał Dawida Gaszyńskiego, szefa wrocławskiego NOP, na karę 20 dni aresztu. Cztery z 23 osób zostały uniewinnione. Sąd nie podzielił argumentacji oskarżonych, którzy twierdzili, że występowali w obronie patriotyzmu, i potępił agresywne zachowanie oskarżonych. Skazani zapowiedzieli apelację. Władysław Frasyniuk pochwalił „odwagę sędziego” i stwierdził, że „orzeczenie jest surowe, ale to dobrze, gdyż powinno się odstraszać zwłaszcza osoby politycznie odpowiedzialne za przemoc”.